# سان سيفيرينو ماركي
سان سيفيرينو ماركي هي كومونة (بلدية) في مقاطعة ماشيراتا في منطقة ماركي الإيطالية، تقع على بعد حوالي 50 كيلومتر (31 ميل) جنوب غرب أنكونا وحوالي 25 كيلومتر (16 ميل) جنوب غرب ماشيراتا.

## التاريخ

### من عصور ما قبل التاريخ إلى العصر الروماني
ترجع أقدم الآثار البشرية في سان سيفيرينو إلى العصر الحجري القديم، وتأتي من منطقة ستيليانو. وقد وُجدت آثار أخرى في مناطق مختلفة من الإقليم البلدي، توثق وجود مستوطنات مختلفة عبر العصور.
في منطقة سيرالتا، 10 كيلومتر (6 ميل) شمال سان سيفيرينو، تم العثور على آثار مميزة تعود إلى العصر الحجري القديم الأوسط والعصر الحجري القديم العلوي، بينما تعود الآثار في بيتينو، الواقعة 4 كيلومتر (2.5 ميل) شمال شرق البلدة، إلى العصر الحجري المتوسط موستيرياني.
تعتبر حضارة بيشيني أول حضارة رئيسية في المنطقة، وتمركزت في بيتينو، حيث كشفت الحفريات منذ عام 1932 عن منطقة سكنية وثلاث مقابر ترجع إلى القرن السابع إلى القرن الخامس قبل الميلاد.
خلال العصر الروماني، أصبحت "سيبتمبيدا" (الاسم القديم لسان سيفيرينو) إحدى أولى المستعمرات للإمبراطورية الرومانية. الآثار المكتشفة تثبت وجود مستوطنة رومانية مركزية مزدهرة تضمنت مقر إدارة روماني ونقوش حجرية توثق وجود عائلات رومانية مهمة.

### العصور الوسطى
انهارت "سيبتمبيدا" تدريجياً في العصور الوسطى المبكرة، ولكنها استمرت في لعب دور مهم كجزء من حكم اللومبارديين. بعد غارات على المدينة، انتقل السكان إلى مرتفعات قريبة مثل جبل نيرو، حيث تطورت مستوطنة عسكرية.
في القرن الرابع عشر، شهدت سان سيفيرينو ذروة ازدهارها الثقافي والتجاري، وخاصة تحت حكم عائلة سمدوتشي التي دعمت الفنون وشهدت الفترة إنجازات معمارية وفنية ملحوظة.

### عصر النهضة والعصور الحديثة
خلال القرنين الخامس عشر والسادس عشر، تعرضت سان سيفيرينو للعديد من الحروب والأوبئة التي أثرت على ازدهارها. وفي عام 1860، أصبحت جزءًا من مملكة إيطاليا بعد نهاية الحكم البابوي.

## المعالم والمواقع ذات الاهتمام

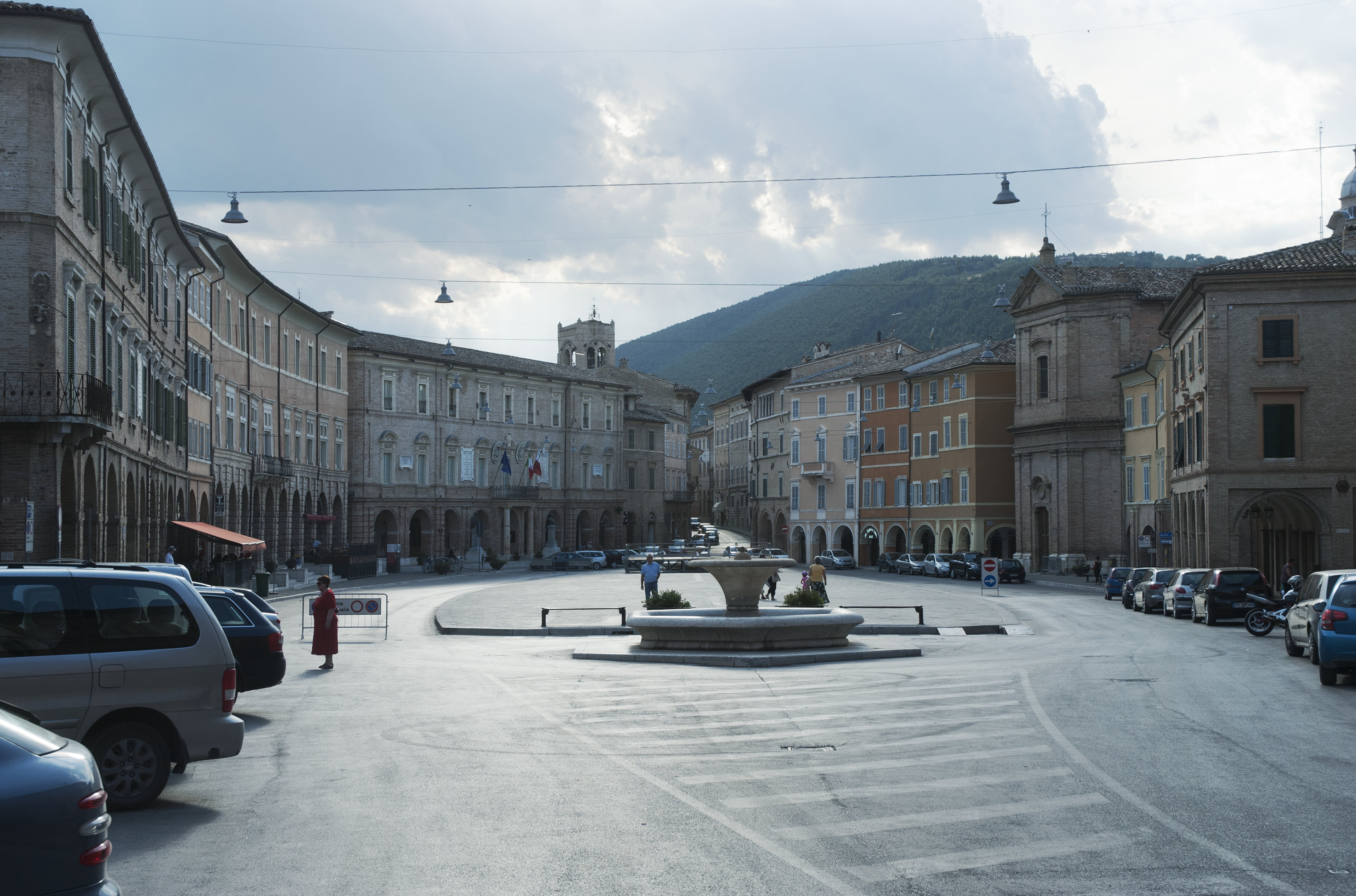
ساحة الشعب، الساحة الرئيسية في سان سيفيرينو ماركي

### العمارة الدينية
- كنيسة سانتا ماريا ديل غلوريوزو: تحتوي على لوحات فنية عديدة.
- بازيليك سان لورينزو في دوليولو: كنيسة من القرن الثالث عشر مع سرداب يعود إلى القرن السادس.
- كاتدرائية سان سيفيرينو
- كنيسة مادونا دي لوماي

### العمارة العلمانية
- ساحة الشعب: ساحة محصنة تعود إلى القرن الثالث عشر.
- أطلال مدينة "سيبتمبيدا" القديمة.
- متحف جوزيبي موريتّي الأثري.
- كاستيللو أليفورني.
- المعرض الفني المدني بادر بياترو تاتشي فنتوري.

## التوأمة
- إيطاليا فيرنتينو
- إسبانيا بالمسيدا

## شخصيات بارزة
- لورينزو ساليمبيني (1374 – 1418 تقريبًا)، رسام.
- جياموكو بونافينتورا (1989–)، لاعب كرة قدم.
- إدواردو مينكيلي (1939–)، كاردينال وأسقف.